# Marie Toomey
Pour les articles homonymes, voir Toomey.
Marie Toomey est une joueuse de tennis australienne de l'après-guerre, née le 23 octobre 1923 à Melbourne et morte le 29 mars 2014 à Perth. Mariée à George Martin le 28 février 1950, elle s'inscrit en compétition sous son nom marital Marie Martin.
En 1948, elle a été finaliste en simple dames au Championnat d'Australie, battue par Nancye Wynne Bolton. L'année suivante, elle a atteint la finale en double dames, associée à Doris Hart.

## Palmarès (partiel)

### Finales en simple dames
| No | Date       | Nom et lieu du tournoi                   | Catégorie | Surface      | Vainqueure          | Score    |          |
| -- | ---------- | ---------------------------------------- | --------- | ------------ | ------------------- | -------- | -------- |
| 1  | 16-01-1948 | Australian Championships, Melbourne      | G. Chelem | Gazon (ext.) | Nancye Wynne Bolton | 6-3, 6-1 | Parcours |
| 2  | 02-01-1956 | South Australian Championships, Adélaïde |           | Gazon (ext.) | Fay Muller          | 6-2, 8-6 | Parcours |

### Titre en double dames
| No | Date | Nom et lieu du tournoi           | Catégorie | Surface    | Partenaire         | Finalistes             | Score    |  |
| -- | ---- | -------------------------------- | --------- | ---------- | ------------------ | ---------------------- | -------- |  |
| 1  | 1959 | Cincinnati tournament Cincinnati |           | Dur (ext.) | Marilyn Montgomery | Carole Loop Susan Butt | 6-4, 6-1 |  |

### Finales en double dames
| No | Date       | Nom et lieu du tournoi                  | Catégorie | Surface      | Vainqueures                           | Partenaire    | Score         |          |
| -- | ---------- | --------------------------------------- | --------- | ------------ | ------------------------------------- | ------------- | ------------- | -------- |
| 1  | 22-01-1949 | Australian Championships Adélaïde       | G. Chelem | Gazon (ext.) | Nancye Wynne Bolton Thelma Coyne Long | Doris Hart    | 6-0, 6-1      | Parcours |
| 2  | 02-01-1956 | South Australian Championships Adélaïde |           | Gazon (ext.) | Fay Muller Daphne Seeney              | Loris Nichols | 4-6, 6-2, 6-2 | Parcours |
| 3  | 21-11-1957 | South Australian Championships Adélaïde |           | Gazon (ext.) | Angela Mortimer Daphne Seeney         | Dulcie Young  | 6-3, 6-2      | Parcours |

### Finale en double mixte
| No | Date       | Nom et lieu du tournoi                  | Catégorie | Surface      | Vainqueures                   | Partenaire   | Score            |          |
| -- | ---------- | --------------------------------------- | --------- | ------------ | ----------------------------- | ------------ | ---------------- | -------- |
| 1  | 02-01-1956 | South Australian Championships Adélaïde |           | Gazon (ext.) | Nell Hall Hopman Anthony Ryan | Neale Fraser | Finale non jouée | Parcours |

## Parcours en Grand Chelem (partiel)
Si l’expression « Grand Chelem » désigne classiquement les quatre tournois les plus importants de l’histoire du tennis, elle n'est utilisée pour la première fois qu'en 1933, et n'acquiert la plénitude de son sens que peu à peu à partir des années 1950.

### En simple dames
| Année | Championnat d'Australie | Championnat d'Australie | Internationaux de France | Internationaux de France | Wimbledon | Wimbledon | US National | US National |
| ----- | ----------------------- | ----------------------- | ------------------------ | ------------------------ | --------- | --------- | ----------- | ----------- |
| 1946  | 1/2 finale              | Joyce Fitch             | -                        | -                        | -         | -         | -           | -           |
| 1947  | 1/4 de finale           | Pat Jones               | -                        | -                        | -         | -         | -           | -           |
| 1948  | Finale                  | Nancye Wynne            | -                        | -                        | -         | -         | -           | -           |
| 1949  | 1/4 de finale           | Allison Burton          | -                        | -                        | -         | -         | -           | -           |
| 1950  | 2e tour (1/8)           | Mary Bevis              | -                        | -                        | -         | -         | -           | -           |
| 1954  | 1er tour (1/16)         | Fay Muller              | -                        | -                        | -         | -         | -           | -           |
| 1958  | -                       | -                       | 1er tour (1/32)          | Heather Segal            | -         | -         | -           | -           |

À droite du résultat, l’ultime adversaire.

### En double dames
| Année | Championnat d'Australie      | Championnat d'Australie   | Internationaux de France | Internationaux de France | Wimbledon | Wimbledon | US National | US National |
| ----- | ---------------------------- | ------------------------- | ------------------------ | ------------------------ | --------- | --------- | ----------- | ----------- |
| 1946  | 1/4 de finale C. Coate       | Mary Bevis Joyce Fitch    | -                        | -                        | -         | -         | -           | -           |
| 1947  | 1/4 de finale D. Whittaker   | Pat Jones Clare Proctor   | -                        | -                        | -         | -         | -           | -           |
| 1948  | 1/4 de finale D. Whittaker   | Esme Ashford A. Burton    | -                        | -                        | -         | -         | -           | -           |
| 1949  | Finale Doris Hart            | Nancye Wynne Thelma Coyne | -                        | -                        | -         | -         | -           | -           |
| 1950  | 1er tour (1/8) Loris Nichols | Esme Ashford Nell Hall    | -                        | -                        | -         | -         | -           | -           |
| 1954  | 1er tour (1/8) B. Franklin   | Norma Ellis Nell Hall     | -                        | -                        | -         | -         | -           | -           |

Sous le résultat, la partenaire ; à droite, l’ultime équipe adverse.

### En double mixte
| Année | Championnat d'Australie    | Championnat d'Australie     | Internationaux de France | Internationaux de France | Wimbledon | Wimbledon | US National | US National |
| ----- | -------------------------- | --------------------------- | ------------------------ | ------------------------ | --------- | --------- | ----------- | ----------- |
| 1946  | 1er tour (1/8) K. Slater   | Mary Bevis Geoff Brown      | -                        | -                        | -         | -         | -           | -           |
| 1947  | 2e tour (1/8) Bill Sidwell | Clare Proctor Frank Sedgman | -                        | -                        | -         | -         | -           | -           |
| 1949  | 1/4 de finale Tom Warhurst | Joyce Fitch John Bromwich   | -                        | -                        | -         | -         | -           | -           |
| 1950  | 2e tour (1/8) JS Barnett   | Thelma Coyne Worthington    | -                        | -                        | -         | -         | -           | -           |

Sous le résultat, le partenaire ; à droite, l’ultime équipe adverse.